# Linh Huyền
Nghệ sĩ Linh Huyền  tên thật là Nguyễn Thị Ngọc Huyền, sinh ngày 26 tháng 6 năm 1970, được biết đến với vai trò là một nghệ sĩ cải lương, nghệ sĩ kịch nói.

## Tiểu sử và sự nghiệp
Năm 1989, khi đang học năm nhất Trường Đại học Sư phạm Kỹ thuật Thành phố Hồ Chí Minh thì chị đã đoạt được Huy chương Bạc giọng ca Cải lương Toàn quốc năm 1989, sau đó đạt giải A cuộc thi Tiếng hát ru của Câu lạc bộ Quê hương. Vì mê ca hát quá nên chị đi diễn nhiều và cúp học thường xuyên, cô giáo chủ nhiệm chị khuyên: "Em nên chọn một nghề cho cuộc đời "nhất nghệ tinh nhất thân vinh" chứ đừng phí sức giữa nhiều nghề như thế sẽ khó đi đến thành công". Và giảng đường đại học không đủ hấp lực để níu chân chị bằng ánh đèn sân khấu cải lương; tấm màn nhung có sức mạnh vô hình mà chị không cưỡng lại được. Do đó, dù gia đình hết sức can ngăn thì chị cũng quyết bỏ học mà theo nghiệp xướng ca.